# Gemini Guidance Computer

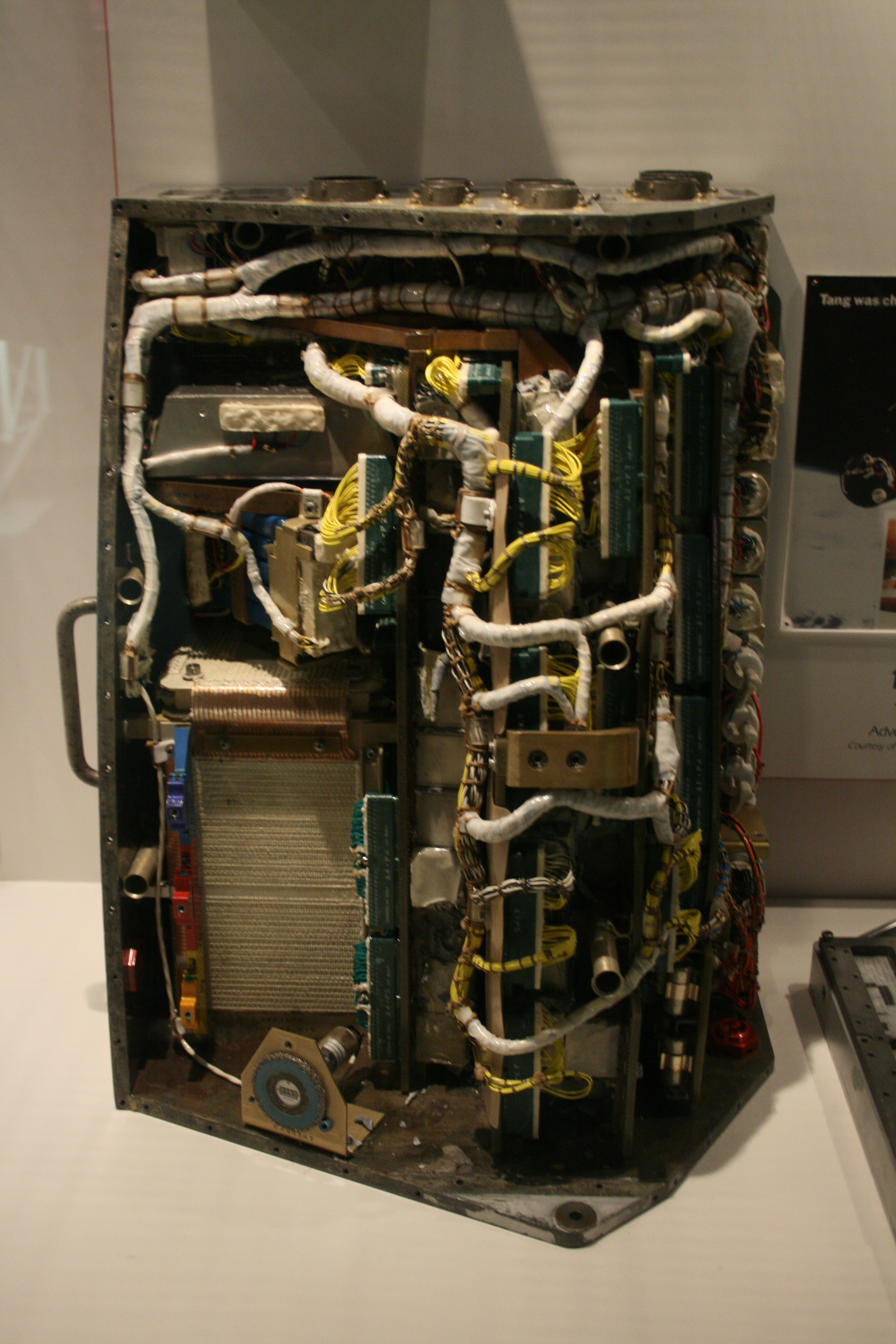
Gemini Guidance Computer en [https://airandspace.si.edu/ National Air and Space Museum

El ordenador de guiado Gemini (a veces llamado Gemini Spacecraft On-Board Computer (OBC)) era un ordenador digital de serie diseñado para el Proyecto Gemini , el segundo proyecto espacial tripulado de Estados Unidos. El ordenador, que facilitaba el control de las maniobras de la misión, fue diseñado por la División de Sistemas Federales de IBM.

## Funcionalidad
El Proyecto Gemini fue el primer ordenador a bordo, ya que el Proyecto Mercury estaba controlado por ordenadores en la Tierra. El Gemini Guidance Computer fue el responsable de las siguientes funciones:
- Ascenso. Sirvió como sistema de guía de respaldo. La conmutación es controlada manualmente por los astronautas.
- Vuelo orbital. Proporcionaba la capacidad de navegación a los astronautas para determina el tiempo de frenado y para determinar el lugar de aterrizaje para una reentrada segura en caso de emergencia.
- Encuentro (Rendez-vous). Sirve como referencia principal al proporcionar información de orientación a los astronautas. Los parámetros de la órbita se determinan por el seguimiento en la tierra y después se envían a la nave espacial; el ordenador se encargaba de procesar la información junto con la altitud de la nave espacial. La información se presentaba a los astronautas como coordenadas de la nave espacial.
- Re-entrada. Manda comandos directamente al sistema de control de reentrada automática o proporciona la información de guía a los astronautas para la reentrada manual.

## Especificaciones Técnicas
El ordenador tenía una arquitectura similar al Saturn Launch Vehicle Digital Computer, en particular el conjunto de instrucciones; aunque la integración del circuito era menos avanzada. El Gemini Guidance Computer pesaba 26.75 kg y estaba alimentado por 28 V DC. Durante un corte de energía corto, podía ser alimentado por la Unidad de Alimentación Auxiliar (Auxiliary Computer Power Unit, ACPU).
- Usaba palabras de 39 bits, cada palabra compuesta por sílabas de 13 bits.
- Memoria de ferrita con capacidad para 4096 palabras.[6]
- Podía usar operaciones enteras con complemento a dos.
- La velocidad del procesador era de 7.143 kHz; todas las instrucciones tomaban un solo ciclo excepto la división y la multiplicación.